# Nazarene Soosai
Nazarene Soosai (ur. 13 kwietnia 1963 w Rajakkalamngalamthurai) – indyjski duchowny rzymskokatolicki, od 2017 biskup Kottar.

## Życiorys
Święcenia kapłańskie otrzymał 2 kwietnia 1989 i został inkardynowany do diecezji Kottar. Po rocznym stażu wikariuszowskim został prefektem domu misyjnego w Nagercoil, a w latach 1992–1998 kierował parafią w Enayam. W kolejnych latach studiował w Belgii i we Włoszech, a w 2003 został wykładowcą i dziekanem w seminarium w Poonamallee. W 2012 mianowany proboszczem parafii i kustoszem sanktuarium w Kanyakumari.
20 maja 2017 został prekonizowany biskupem diecezjalnym Kottar, a 29 czerwca 2017 otrzymał sakrę biskupią z rąk swego poprzednika, bp. Petera Remigiusa.